# 마리아너 티머르

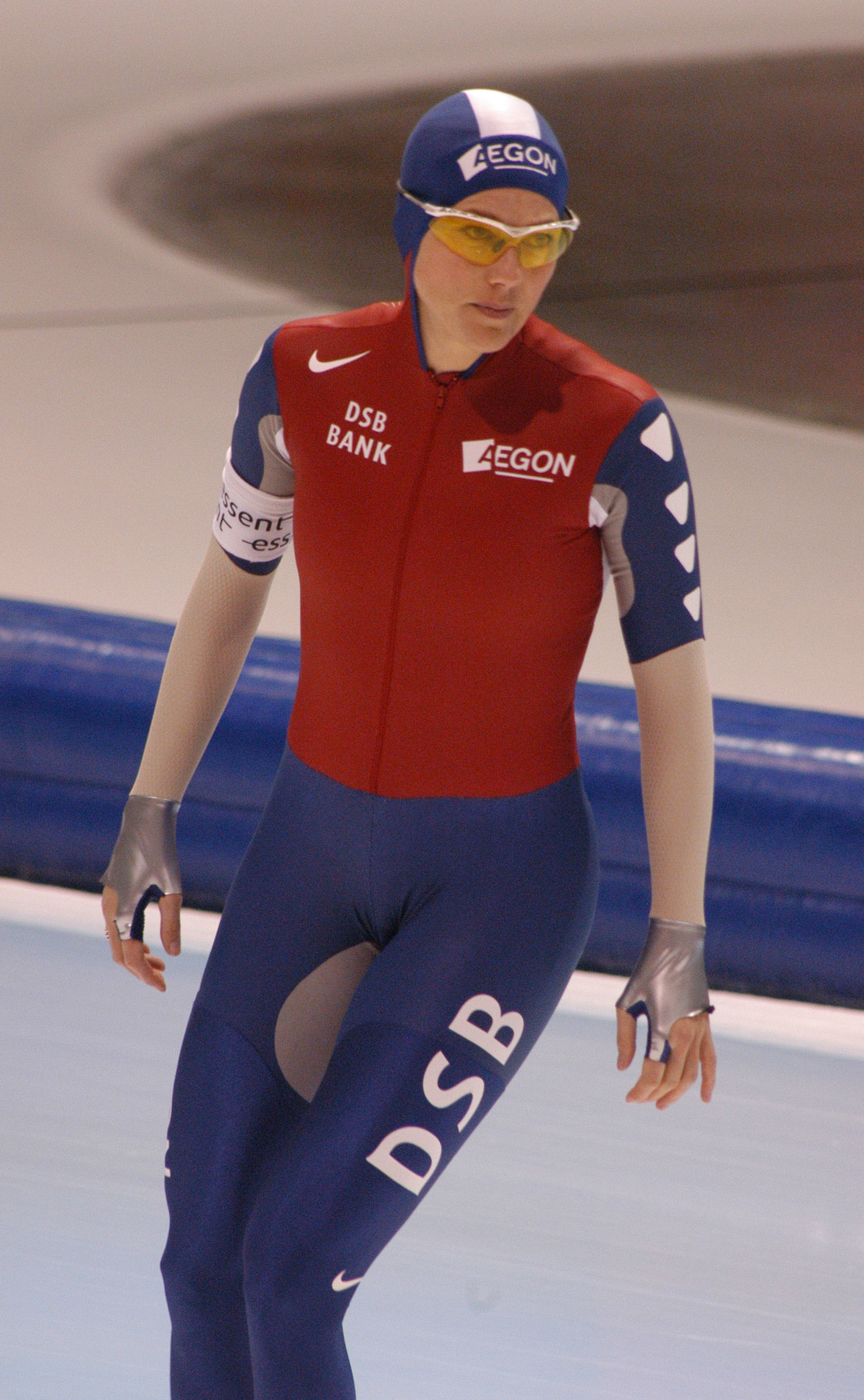

마리 알티예 "마리아너" 티머르(네덜란드어: Maria Aaltje (Marianne) Timmer, 1974년 10월 3일~)는 네덜란드의 여자 스피드 스케이팅 선수이다.
1998년 동계 올림픽 1000m·1500m, 2006년 동계 올림픽 1000m에서 금메달을 땄다.
전남편은 미국 출신의 스피드 스케이팅 선수이고 그의 코치였던 피터 뮬러였고, 현재의 남편은 축구 국가대표팀과 페예노르트·SC 헤이렌베인 등에서 활동한 축구 선수 헹크 티머르이다.